# Saint-Dizier-l’Évêque
Saint-Dizier-l’Évêque település Franciaországban, Territoire de Belfort megyében. Lakosainak száma 430 fő (2022. január 1.). Saint-Dizier-l’Évêque Badevel, Beaucourt, Croix, Fêche-l’Église, Lebetain, Montbouton és Villars-le-Sec községekkel határos.

## Népesség
A település népessége az elmúlt években az alábbi módon változott:
| Lakosok száma | 424  | 423  | 437  | 428  | 431  | 435  | 433  | 434  | 430  |
|               | 2013 | 2015 | 2016 | 2017 | 2018 | 2019 | 2020 | 2021 | 2022 |